# Osvaldo Azpitarte
Osvaldo René Azpitarte (Buenos Aires, 22 de julio de 1923 - ibídem, 13 de septiembre de 1989) fue un militar argentino, general del ejército de su país. Fue comandante del V Cuerpo de Ejército y comandante de la Zona de Defensa 5 entre 1976 y 1977.

## Estudios
Osvaldo Azpitarte ingresó al Colegio Militar de la Nación en el año 1943 y se graduó como subteniente en 1945.

## Carrera
Su primer destino fue el Regimiento 3 de Artillería con asiento en Diamante.
En 1955 y revistando en la Escuela de Artillería en Córdoba, participó del golpe de Estado bajo el mando del general Eduardo Lonardi.
A mediados de la década de 1960 y con el grado de teniente coronel, se desempeñó como jefe del Grupo de Artillería de Defensa Aérea 121 de Santa Fe.
En 1975 y siendo general de brigada, Azpitarte redactó el Anexo 3 de la orden 404/75 del Comando General del Ejército.
Se desempeñó como comandante del V Cuerpo de Ejército entre 1976 y 1977.
Azpitarte fue vocal del Consejo Supremo de las Fuerzas Armadas a partir del 25 de septiembre de 1979. En el decreto se estableció un período que finalizaba el 25 de septiembre de 1985.